# Sociedad Alemana de Cooperación Internacional
La Cooperación Técnica Alemana en alemán: GIZ es una agencia alemana, especializada en la cooperación técnica para el desarrollo sostenible en todo el mundo. Su sede se encuentra en Bonn, Alemania.
Fundada en 1975 por Erhard Eppler, Cooperación Técnica Alemana (Deutsche Gesellschaft für Technische Zusammenarbeit) o GTZ trabaja principalmente con organismos públicos.
Su directora es Tanja Gönner.